# Ņ
Ņ (minúscula : ņ) llamada N con cedilla, es un grafema utilizado en la escritura marshalés , así como en la escritura letona o en la transliteración ISO 9 del alfabeto cirílico. Es la letra N con cedilla .
Por razones técnicas históricas de codificación informática de la N con cedilla, esta se utiliza en la escritura del letón para representar la N con cedilla debajo ‹ n̦ › y su cedilla se representa con una línea que se asemeja a una coma debajo.

## Uso

### letón
Los caracteres Unicode de la N con cedilla ‹ ņ › se utilizan en letón para la consonante nasal palatal sonora [ɲ]. Su cedilla parece una coma debajo.

### marshalés
La N con cedilla ‹ ņ › se usa en marshalés (en el alfabeto estándar) para representar la nasal alveolar sonora velarizada /nˠ/. Debido a la falta de fuentes adecuadas, a menudo se muestra como una coma letona con subíndice N o se reemplaza por un macron con subíndice N.

## Codificación
La N con cedilla se puede representar con los siguientes caracteres Unicode:
| forma     | representación | puntos de código | descripción                          |
| --------- | -------------- | ---------------- | ------------------------------------ |
| Mayúscula | Ņ              | U+0145           | letra mayúscula latina n con cedilla |
| minúscula | ņ              | U+0146           | letra minúscula latina n con cedilla |